# Clisura Dunării

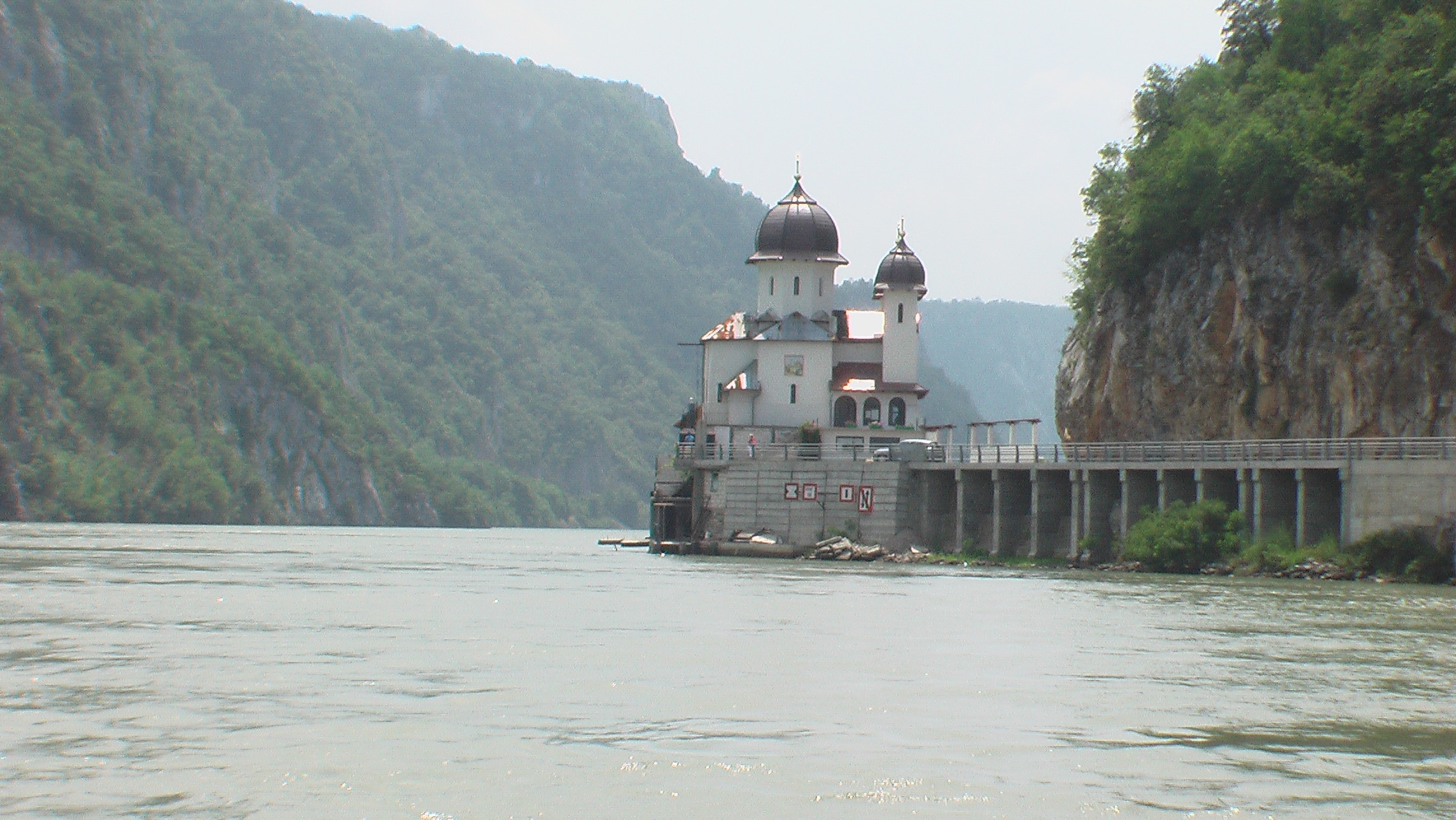
Kloster Mraconia am Donau-Defilee

Clisura Dunării (auch Defileul Dunării, deutsch Donau-Defilee, serbisch Банатска Клисура Banatska Klisura) ist die umgangssprachliche Bezeichnung der geographischen Region entlang des rumänischen Donauufers im Süden des Banats. Das Donau-Defilee erstreckt sich zwischen Baziaș und dem Donaudurchbruchstal Eisernes Tor und ist Teil des Naturparks Eisernes Tor. 

## Ortschaften
Die größten Siedlungen sind die Städte Orșova und Moldova Nouă, sowie die Gemeinden Socol, Pojejena, Coronini, Gârnic, Sichevița, Berzasca, Svinița, Dubova, Eșelnița, Ilovița und Breznița-Ocol.

## Bevölkerung
Das Tal ist hauptsächlich von Rumänen und Serben bewohnt. Einige Ortschaften haben eine serbische Mehrheit. Diese sind: Socol, Pojejena und Svinița. Es gibt auch einige tschechische Gemeinden, vor allem in Gârnic. In Orșova leben auch Deutsche.